# Mianeh (circoscrizione elettorale)
La Circoscrizione di Mianeh è un collegio elettorale iraniano istituito per l'elezione dell'Assemblea consultiva islamica. 

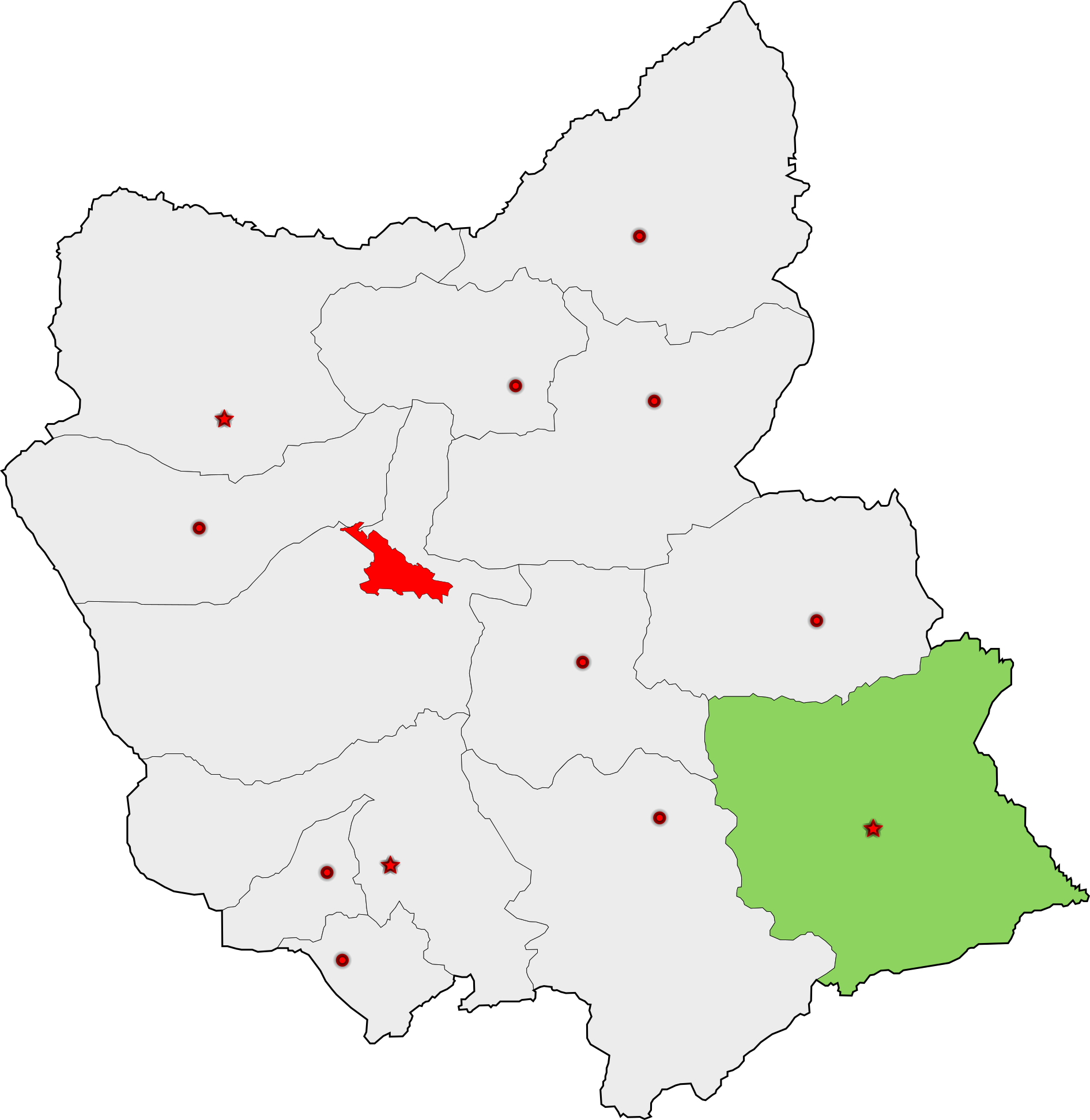
La circoscrizione di Mianeh, all'interno dell'Azerbaigian Orientale

## Elezioni
Durante le Elezioni parlamentari in Iran del 2012 vengono eletti Bahlul Hoseini e Mohammad Ali Madadi.
Alle Elezioni parlamentari in Iran del 2016 sono stati invece eletti l'indipendente Fardin Farmand (con 94,564 voti) e Yaqub Shivyari (con 23,919 voti), del Grande Coalizione Principalista.